# Vatilieu
Vatilieu ist eine französische Gemeinde mit 367 Einwohnern (Stand: 1. Januar 2022) im Département Isère in der Region Auvergne-Rhône-Alpes. Die Gemeinde liegt im Arrondissement Grenoble und gehört zum Kanton Le Sud Grésivaudan (bis 2015: Kanton Tullins).

## Geographie
Vatilieu liegt etwa 25 Kilometer westnordwestlich von Grenoble. Umgeben wird Vatilieu von den Nachbargemeinden La Forteresse im Norden, Cras im Osten und Nordosten, Chantesse im Osten und Südosten, Notre-Dame-de-l’Osier im Süden, Serre-Nerpol im Westen sowie Quincieu im Nordwesten.

## Bevölkerungsentwicklung
| Jahr                       | 1962 | 1968 | 1975 | 1982 | 1990 | 1999 | 2006 | 2017 |
| -------------------------- | ---- | ---- | ---- | ---- | ---- | ---- | ---- | ---- |
| Einwohner                  | 203  | 203  | 165  | 265  | 315  | 339  | 369  | 365  |
| Quellen: Cassini und INSEE |      |      |      |      |      |      |      |      |

## Sehenswürdigkeiten
- Kirche Saint-Martin aus dem 19. Jahrhundert
- Reste der alten Burganlage

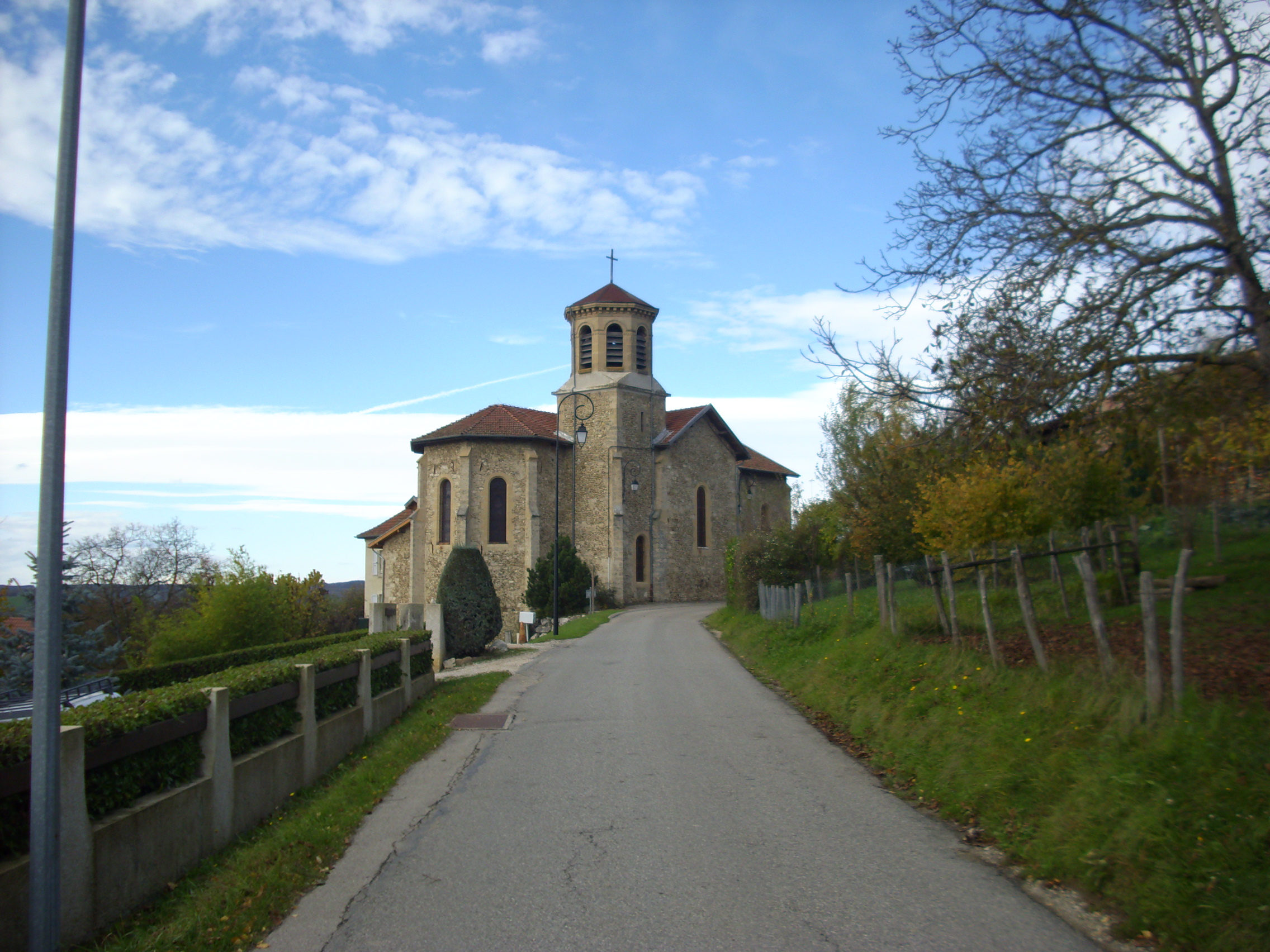
Kirche Saint-Martin
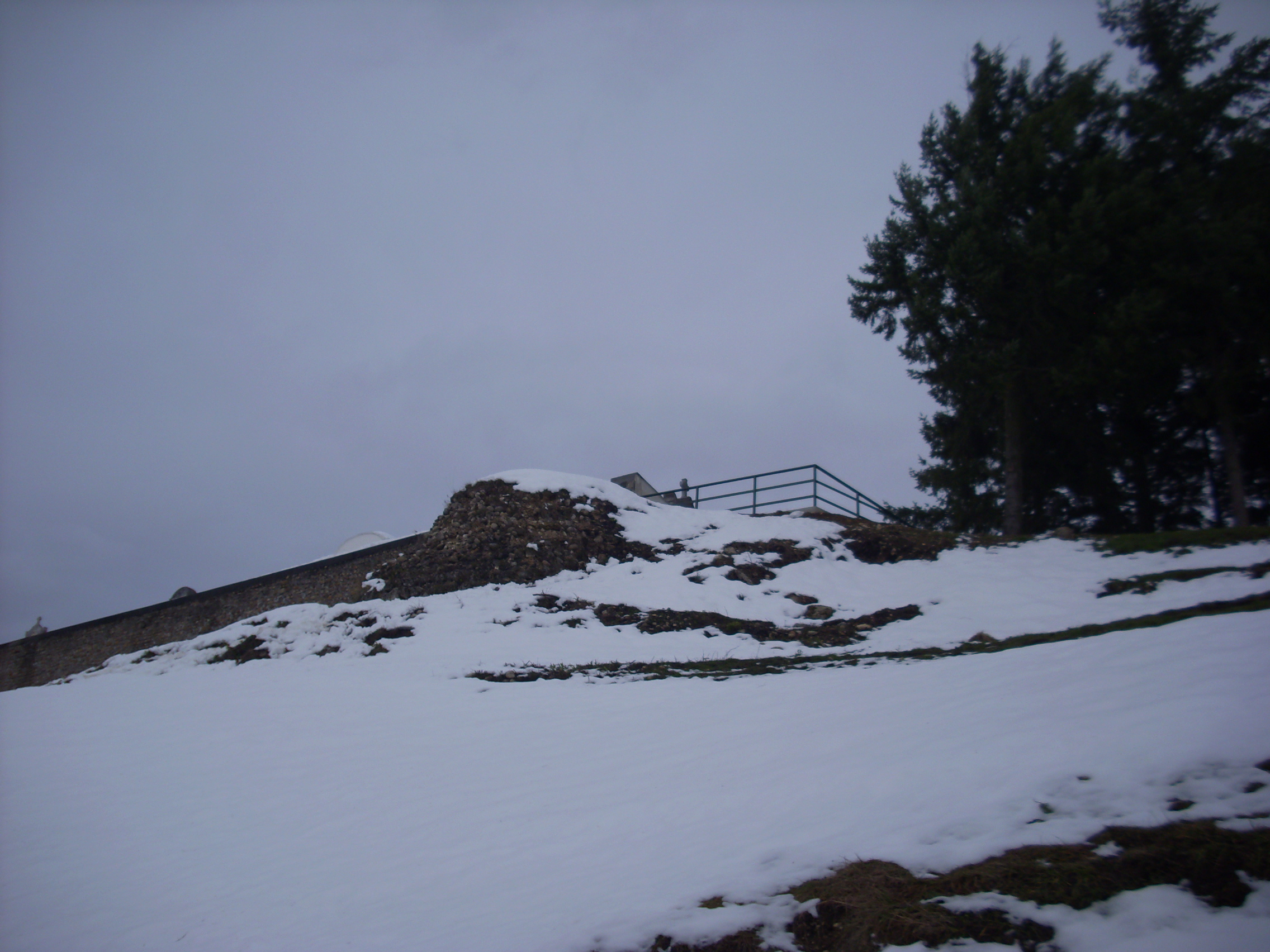
Reste der alten Burganlage mit Turmruine